# Paige Jones
Paige Jones (geboren am 30. August 2002 in Park City, Utah) ist eine US-amerikanische Skispringerin.

## Werdegang
Paige Jones machte im Alter von acht Jahren ihre ersten Skisprünge und wurde 2018 in das nationale Juniorenteam der Vereinigten Staaten aufgenommen.
Jones trat im Jahr 2018 zu ersten von der Fédération Internationale de Ski organisierten Wettkämpfen an und gab am 14. Dezember 2018 in Notodden im Rahmen der Saison 2018/19 ihr Debüt im Skisprung-Continental-Cup, bei dem sie mit einem 13. Platz auf Anhieb ihre ersten Punkte in dieser Wettbewerbsserie erzielte, was sie am darauffolgenden Tag mit einem 18. Platz im zweiten Wettbewerb an gleicher Stelle wiederholen konnte. Im weiteren Saisonverlauf kam sie noch in zwei Continental-Cup-Springen in Planica zum Einsatz, in denen sie jedoch ohne Punkte blieb, und lag am Saisonende auf Platz 43 in der Gesamtwertung. Bei den Nordischen Junioren-Skiweltmeisterschaften 2019 im finnischen Lahti wurde sie 40. im Einzel. Im Teamwettbewerb der Frauen erreichte sie gemeinsam mit Samantha Macuga, Anna Hoffmann und Annika Belshaw den elften sowie im Mixed-Team-Wettbewerb an der Seite von Greyson Scharffs, Annika Belshaw und Andrew Urlaub den zwölften Rang.

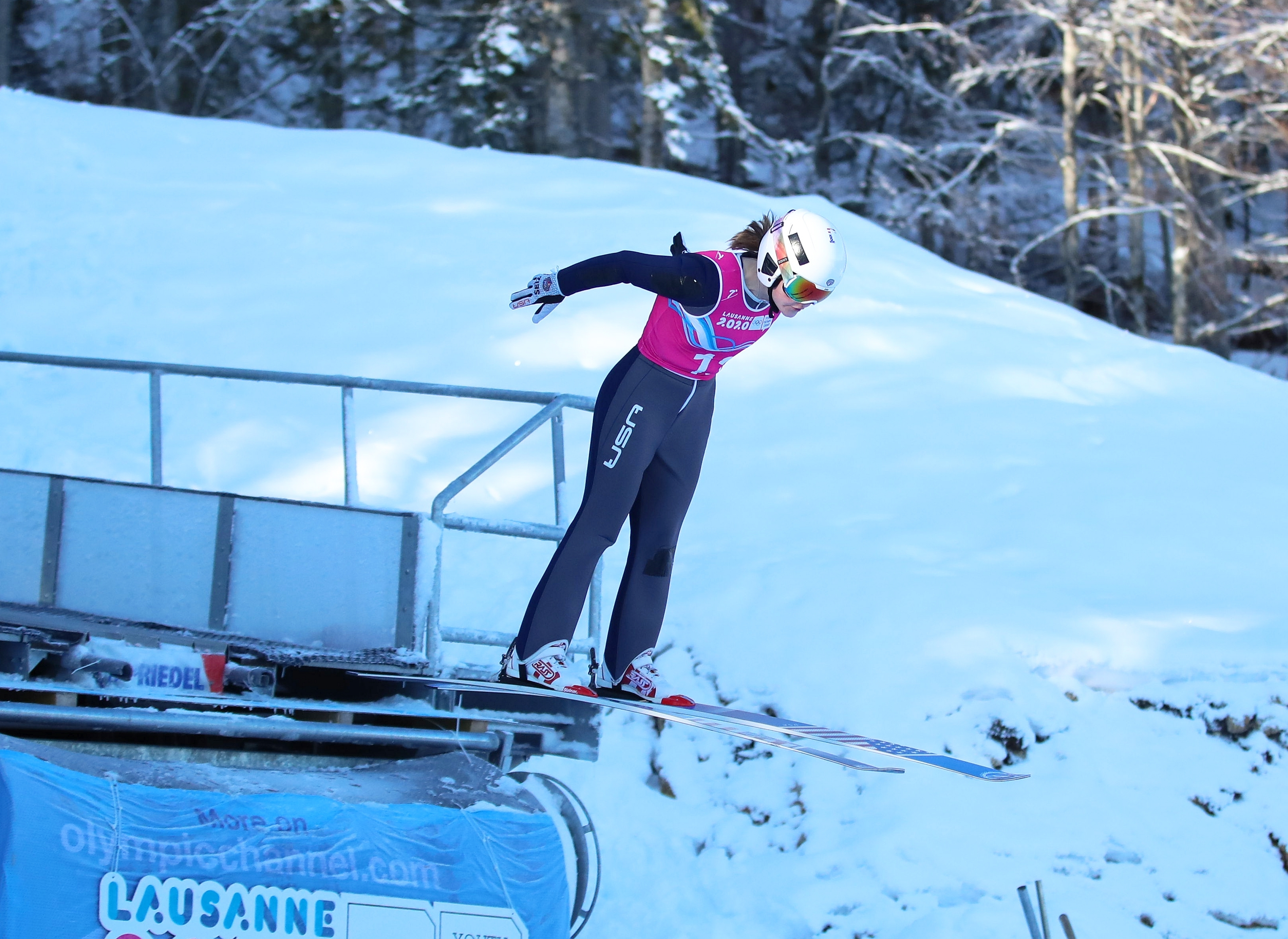
Jones beim Absprung

In der darauffolgenden Saison startete sie regelmäßig im Skisprung-Continental-Cup 2019/20 und erzielte bei drei Wettbewerben in Notodden und Rena Wertungspunkte. Bei den Olympischen Jugend-Winterspielen 2020 in Lausanne belegte sie im Einzelspringen von der Normalschanze den 23. Platz. Am 7. Februar 2020 versuchte sie sich im Skisprung-Weltcup 2019/20 in Hinzenbach erstmals an der Qualifikation für einen Wettbewerb im Skisprung-Weltcup, an der sie auf dem 65. Rang aber scheiterte. Dafür nahm sie am 22. Februar 2020 in Ljubno für das US-amerikanische Team an der Seite von Logan Sankey, Annika Belshaw und Nina Lussi erstmals an einem Teamspringen im Weltcup teil und erreichte den elften Platz. Bei den Junioren-Skiweltmeisterschaften 2020 in Oberwiesenthal wurde sie im Einzelspringen 43. und erreichte im Damenteam mit Cara Larson, Jillian Highfill und Annika Belshaw den zehnten sowie im Mixed-Team mit Anna Hoffmann, Decker Dean und Andrew Urlaub den elften Rang.
Am 24. Januar 2021 nahm Jones in Ljubno erstmals an einem Wettbewerb im Einzelspringen im Weltcup, der in Ljubno stattfand, teil. Mit dem 31. Rang verpasste sie knapp den zweiten Durchgang. Bei den Nordischen Junioren-Skiweltmeisterschaften 2021, die wie zwei Jahre zuvor in Lahti stattfanden, belegte sie im Einzelspringen den 26. und im Teamspringen mit Jillian Highfill, Samantha Macuga und Annika Belshaw den neunten Platz. Jones startete bei allen vier Wettbewerben der Skispringerinnen bei den Nordischen Skiweltmeisterschaften 2021 in Oberstdorf. Dort wurde sie im Einzelspringen von der Normalschanze 36., im Teamwettbewerb zusammen mit Annika Belshaw, Logan Sankey und Anna Hoffmann Zehnte sowie im Mixed-Team-Wettbewerb gemeinsam mit Casey Larson, Annika Belshaw und Decker Dean Zwölfte. Im erstmals ausgetragenen Einzelspringen der Damen von der Großschanze erzielte sie den 39. Platz.
Bei den Nordischen Junioren-Skiweltmeisterschaften 2022 im polnischen Zakopane wurde sie im Einzelspringen 21. Im Mannschaftsspringen der Juniorinnen wurde sie mit der US-amerikanischen Staffel Sechste, während sie mit dem Mixed-Team Zehnte wurde. Am 12. März 2022 erreichte sie im heimischen Park City mit Platz drei ihre erste Podiumsplatzierung im Continental Cup.

## Statistik

### Weltcup-Platzierungen
| Saison  | Platz | Punkte |
| ------- | ----- | ------ |
| 2022/23 | 45.   | 018    |
| 2023/24 | 49.   | 009    |
| 2024/25 | 33.   | 055    |

### Grand-Prix-Platzierungen
| Saison | Platz | Punkte |
| ------ | ----- | ------ |
| 2023   | 31.   | 040    |
| 2024   | 24.   | 056    |

### Intercontinental-Cup-Platzierungen
| Saison  | Platz | Punkte |
| ------- | ----- | ------ |
| 2023/24 | 29.   | 090    |

### Continental-Cup-Platzierungen
| Saison  | Sommer | Sommer | Winter | Winter | Gesamt | Gesamt |
| Saison  | Platz  | Punkte | Platz  | Punkte | Platz  | Punkte |
| ------- | ------ | ------ | ------ | ------ | ------ | ------ |
| 2018/19 | —      | —      | 34.    | 033    | 43.    | 033    |
| 2019/20 | —      | —      | 50.    | 011    | 95.    | 011    |
| 2021/22 | —      | —      | –      | –      | 09.    | 285    |
| 2022/23 | 13.    | 093    | 34.    | 049    | 22.    | 142    |